# 張文暉
張文暉（1561年—？），字孚之，號華宇，南京金吾後衛軍籍，南直隸應天府江寧縣人，明朝政治人物。

## 生平
嘉靖辛酉五月初六日生。治易经。萬曆十年（1582年）壬午科應天鄉試第十四名舉人，曾任泰州學正，二十三年（1595年）乙未科會試第四十一名，二甲第四十四名進士。工部觀政，二十四年十月授南京户部廣東司主事，二十六年升郎中，二十九年五月升浙江台州府知府，改長蘆鹽運使，乞歸，購買徐氏萬竹園居住。

## 事跡
邻人强与争一树，老仆不从，张文晖止之曰：家本军卫，三百余年属魏国公治下，我偶得一官，分买其园，心颇不安，又与人争树乎？王孙不能守其园，我子孙能守此乎？遂让之。既得是园，颜之曰：「佚」。或曰不祥，佚人失也。未几遂卒。

## 著作
著有《應閑齋心集》、《霞起閣文集》。

## 家族
曾祖张经。祖张达。父张镗，庠生贈户部主事。母董氏，封太孺人。慈侍下。弟文曜、文暐，俱廪生。娶陳氏，继娶卜氏，子循孝。